# 穴口一輝
穴口一輝（あなぐち かずき　2000年5月12日 - 2024年2月2日）は、日本の元プロボクサー。大阪府岸和田市出身。真正ボクシングジム所属にしていた。

## 人物
芦屋学園高等学校卒。6歳のころから地元・岸和田市内のジムの門をたたき、高校時代にはフライ級で2冠を獲得し、芦屋大学に進学。アマチュアボクサーとして東京2020オリンピック出場を目指したものの、予選敗退を喫し、オリンピック出場を果たせなかった。その後1年ほど競技から離れていたが、真正ボクシングジム会長・山下正人のスカウトを受け、プロボクサーに転向。
2021年7月24日にプロデビューすると2022年4月のゲンナジー・ゴロフキン 対 村田諒太戦（埼玉県さいたま市・さいたまスーパーアリーナ）の前座で山本龍児と対戦してTKO勝ちを果たした試合を含めて4連勝後、「井上尚弥4団体統一記念杯」バンタム級モンスタートーナメントへの出場を決めた。1回戦・準決勝に勝利し、戦績を6戦6勝（ノックアウト勝ち2回）として決勝進出を決めた。
2023年12月26日、有明アリーナ（東京都江東区）にて、井上尚弥 対 マーロン・タパレス戦の前座として行われた「バンタム級モンスタートーナメント決勝大会」を兼ねた日本ボクシングコミッション認定・バンタム級タイトルマッチに出場し、日本王者の堤聖也と対戦。試合は穴口が技術とスピードで支配するも、堤が一撃のダウンで返すという壮絶な打ち合いに。穴口は2度のダウンを喫しながらもポイントでリードしていたが、9、10Rで立て続けにダウンを奪われ、逆転負けとなった。死闘とも言うべき大激闘を演じた両者には、会場から惜しみない拍手と称賛の声が送られた。
しかし、計4度のダウンを喫した穴口のダメージは深刻だった。試合後足が痙攣を起こしていた穴口は、控室で意識を失い、病院へ救急搬送され、右硬膜下血腫と診断された。ただちに開頭手術が行われ、一時は容体が安定したものの、意識は戻ることなく2024年2月2日午後5時38分に死去。23歳没。この生涯唯一の敗戦が穴口にとって最期の試合となった。
穴口が亡くなった2月2日、日本ボクシングコミッションの2023年度年間表彰の審査により、この穴口最期の試合が世界タイトルマッチ以外における最優秀年間最高試合賞に認定されていた。

## 戦績
- アマチュアボクシング：76戦68勝8敗
- プロボクシング：7戦6勝（2KO）1敗

| 戦           | 日付           | 勝敗 | 時間    | 内容    | 対戦相手              | 国籍       | 備考                                                                |
| ------------ | -------------- | ---- | ------- | ------- | --------------------- | ---------- | ------------------------------------------------------------------- |
| 1            | 2021年7月24日  | ☆    | 3R 2:59 | TKO     | 高田篤志（J中津）     | 日本       | プロデビュー戦                                                      |
| 2            | 2022年4月9日   | ☆    | 3R 0:56 | TKO     | 山本龍児（姫路木下）  | 日本       | スーパーバンタム級6回戦                                             |
| 3            | 2022年8月14日  | ☆    | 8R      | 判定3-0 | ラネリオ・クイーゾ    | フィリピン |                                                                     |
| 4            | 2022年12月4日  | ☆    | 8R      | 判定3-0 | ジョナサン・タコニン  | フィリピン |                                                                     |
| 5            | 2023年5月20日  | ☆    | 8R      | 判定3-0 | 内構拳斗（横浜光）    | 日本       | バンタム級モンスタートーナメント1回戦                               |
| 6            | 2023年8月30日  | ☆    | 8R      | 判定3-0 | 梅津奨利（三谷大和S） | 日本       | バンタム級モンスタートーナメント準決勝                              |
| 7            | 2023年12月26日 | ★    | 10R     | 判定0-3 | 堤聖也（角海老宝石）  | 日本       | バンタム級モンスタートーナメント決勝戦 日本バンタム級タイトルマッチ |
| テンプレート |                |      |         |         |                       |            |                                                                     |

## 獲得タイトル
- アマチュア
  - 第1回全国アンダージュニア王座
  - 2017年度高校選抜フライ級 優勝
  - 2018年度国体少年の部バンタム級 優勝